# Pasco (region)
Pasco er en region i det centrale Peru. Den grænser til Huánuco mod nord, Ucayali mod øst, Junín mod syd og Lima mod vest. Hovedbyen er Cerro de Pasco.
10°30′S 75°18′V / 10.5°S 75.3°V